# Demokratische Union der Ungarn in Rumänien
Die Demokratische Union der Ungarn in Rumänien, bekannt auch als „Ungarnverband in Rumänien“ (ungarisch Romániai Magyar Demokrata Szövetség (RMDSZ), rumänisch Uniunea Democrată Maghiară din România (UDMR)), gegründet 1989, ist eine ethnische Sammelpartei, die es aufgrund der quantitativen Bedeutung der auf dem Territorium Rumäniens lebenden Magyaren – vor allem in Siebenbürgen – kontinuierlich schafft, in die beiden Kammern (Abgeordnetenhaus und Senat) des rumänischen Parlaments einzuziehen.
2004 hat sich mit der Ungarischen Bürgerunion (Magyar Polgári Szövetség (MPSZ) / Uniunea Civică Maghiară (UCM)) eine Abspaltung konstituiert, die sich für mehr Autonomie und eine stärkere Anbindung an Ungarn einsetzt. Vom Einzug ins Parlament blieb diese Gruppe jedoch weit entfernt; sie ist allerdings in den Kreisen des Szeklerlandes – Covasna und Harghita – stark präsent.

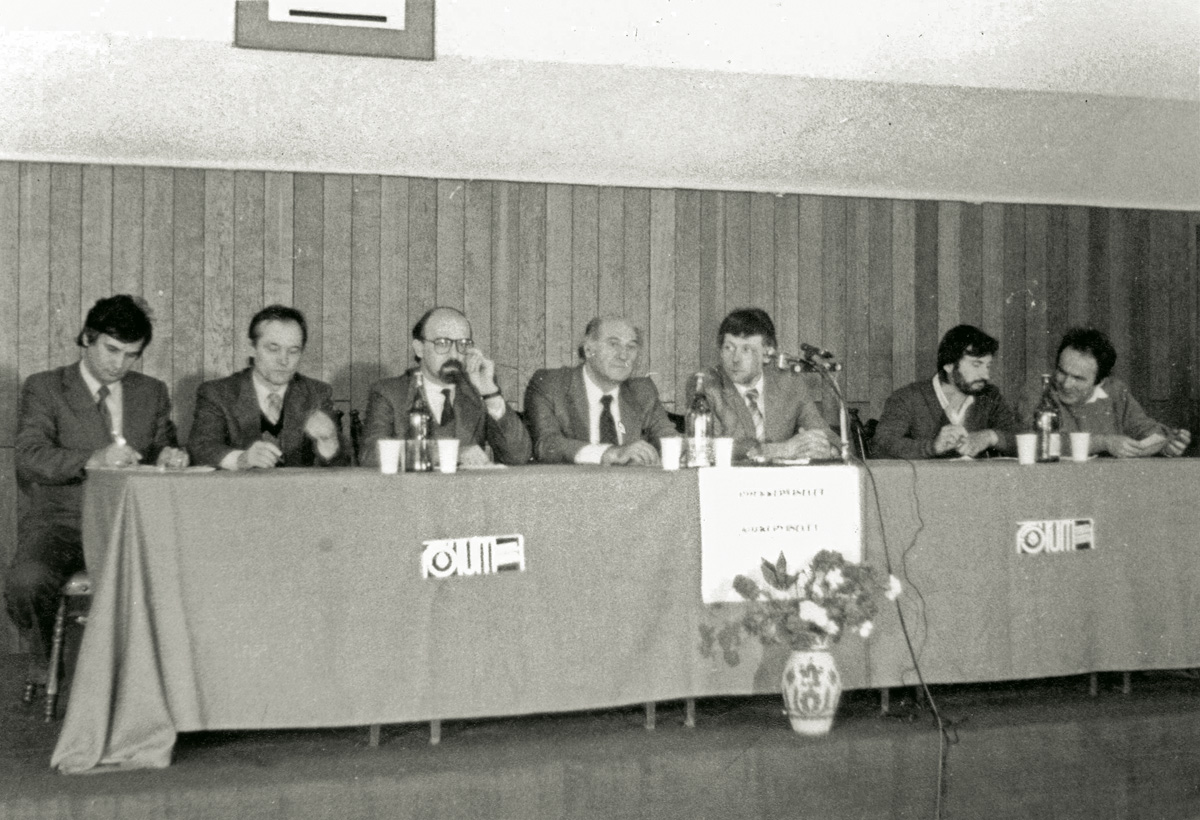
Die ehemaligen Vorsitzenden Géza Domokos und Béla Markó (1989)

Zum Vorteil ihrer Volksgruppe entscheidet sich die UDMR meist zu einer Strategie der Kooperation oder Koalition mit der jeweiligen Regierungspartei, so z. B. ab 2004 in Form einer Koalition mit PNL, PD und PC (vormals PUR) und auch seit 2020 in einem Bündnis mit PNL und USR-PLUS. Eine vergleichbare Strategie verfolgt auch die technische Fraktion der 18 ethnischen Minderheitsvertreter. Auf internationaler Ebene ist die UDMR Mitglied der EVP (Europäische Volkspartei).